# اتحاد الهند لكرة القدم
تأسس اتحاد عموم الهند لكرة القدم (بالهندية: अखिल भारतीय फुटबॉल संघ) (بالإنكليزية: All India Football Federation) في عام 1937م وانضم إلى الاتحاد الدولي لكرة القدم في 1948م ثم انضم إلى الاتحاد الآسيوي لكرة القدم في 1954م.